# Copa de la Reina de Baloncesto 1997-98
La Copa de la Reina de Baloncesto 1997-98 corresponde a la 36.ª edición de dicho torneo. Se celebró entre el 18 y el 20 de diciembre de 1997 en Lugo.

## Equipos clasificados
El formato de competición es el mismo que la temporada anterior. Se juega en Lugo, ejerciendo como anfitrión el CD Ensino, que participa junto a los siete mejores del resto del equipos al final de la primera vuelta de la Liga Femenina. El campeón se clasifica para la Copa Ronchetti 1998-99.
| Pos. | Equipo                  | PJ | G  | P | PF  | PC  | DP   | Pts | Clasificación    |
| ---- | ----------------------- | -- | -- | - | --- | --- | ---- | --- | ---------------- |
| 1    | Pool Getafe             | 11 | 10 | 1 | 835 | 644 | +191 | 21  | Cabezas de serie |
| 2    | Banco Simeón            | 11 | 8  | 3 | 757 | 661 | +96  | 19  | Cabezas de serie |
| 3    | Sandra Gran Canaria     | 11 | 7  | 4 | 780 | 727 | +53  | 18  | Cabezas de serie |
| 4    | Aluminios Tizona        | 11 | 7  | 4 | 761 | 717 | +44  | 18  | Cabezas de serie |
| 5    | Universitari Barcelona  | 11 | 7  | 4 | 768 | 740 | +28  | 18  |                  |
| 6    | CD Ensino (H)           | 11 | 6  | 5 | 756 | 764 | −8   | 17  |                  |
| 7    | Universidad de Oviedo   | 11 | 5  | 6 | 806 | 807 | −1   | 16  |                  |
| 8    | Salamanca Halcón Viajes | 11 | 5  | 6 | 753 | 767 | −14  | 16  |                  |

 Fuente: Liga Femenina

## Desarrollo
Las consecuencias que trajo para el mundo del deporte la sentencia Bosman se dejaron notar muy pronto en el baloncesto femenino español. Es conocido que con la norma todavía por ajustar a este cambio el Costa Naranja alineó juntas a sus tres extranjeras aduciendo el derecho de Andrea Congreaves a jugar como británica. Pasó en Tenerife un 7 de enero de 1996. Pese a este órdago con inicio tumultuoso, la situación se normalizó y como ya pasara con el desembarco de las primeras extranjeras, las jugadoras comunitarias se convirtieron pronto en algo completamente usual en nuestro baloncesto.
La de 1997 fue la primera final en la que comparecieron jugadoras con pasaporte comunitario. Pero en 1998 la situación ya se había girado totalmente y por primera vez el equipo campeón puso en la pista a más jugadoras extranjeras que nacidas en España. El Pool Getafe alineó a Brenetha Trise Jackson (norteamericana), Heike Roth (alemana), Margot Dydek (polaca), Debbie Hemery (que competía con pasaporte francés), Tanja Kostic (sueca con antecedentes serbios), Asa Marianne Odeus (sueca) y Natalia Zasoulskaya (nacida en Lituania pero internacional con la URSS primero y Rusia después, aunque estaba inscrita con la condición de española). El orgullo patrio lo defendieron Nieves Anula, Amaya Valdemoro y Blanca Rodríguez.

## Fase final
|  | Cuartos de final        | Cuartos de final |                     |                  | Semifinales     | Semifinales     |  |             | Final           | Final           |  |
|  | 18 de diciembre         | 18 de diciembre  |                     |                  | 19 de diciembre | 19 de diciembre |  |             | 20 de diciembre | 20 de diciembre |  |
|  |                         |                  |                     |                  |                 |                 |  |             |                 |                 |  |
|  |                         |                  |                     |                  |                 |                 |  |             |                 |                 |  |
|  | Banco Simeón            | 69               |                     |                  |                 |                 |  |             |                 |                 |  |
|  | Banco Simeón            | 69               |                     |                  |                 |                 |  |             |                 |                 |  |
|  | Salamanca Halcón Viajes | 52               |                     |                  |                 |                 |  |             |                 |                 |  |
|  | Salamanca Halcón Viajes | 52               |                     | Banco Simeón     | 58              |                 |  |             |                 |                 |  |
|  |                         |                  |                     | Banco Simeón     | 58              |                 |  |             |                 |                 |  |
|  |                         |                  | Pool Getafe         | 79               |                 |                 |  |             |                 |                 |  |
|  | Universitari Barcelona  | 60               | Pool Getafe         | 79               |                 |                 |  |             |                 |                 |  |
|  | Universitari Barcelona  | 60               |                     |                  |                 |                 |  |             |                 |                 |  |
|  | Pool Getafe             | 77               |                     |                  |                 |                 |  |             |                 |                 |  |
|  | Pool Getafe             | 77               |                     |                  |                 |                 |  | Pool Getafe | 86              |                 |  |
|  |                         |                  |                     |                  |                 |                 |  | Pool Getafe | 86              |                 |  |
|  |                         |                  | Sandra Gran Canaria | 63               |                 |                 |  |             |                 |                 |  |
|  | Aluminios Tizona        | 75               | Sandra Gran Canaria | 63               |                 |                 |  |             |                 |                 |  |
|  | Aluminios Tizona        | 75               |                     |                  |                 |                 |  |             |                 |                 |  |
|  | Universidad de Oviedo   | 46               |                     |                  |                 |                 |  |             |                 |                 |  |
|  | Universidad de Oviedo   | 46               |                     | Aluminios Tizona | 66              |                 |  |             |                 |                 |  |
|  |                         |                  |                     | Aluminios Tizona | 66              |                 |  |             |                 |                 |  |
|  |                         |                  | Sandra Gran Canaria | 78               |                 |                 |  |             |                 |                 |  |
|  | Sandra Gran Canaria     | 82               | Sandra Gran Canaria | 78               |                 |                 |  |             |                 |                 |  |
|  | Sandra Gran Canaria     | 82               |                     |                  |                 |                 |  |             |                 |                 |  |
|  | CD Ensino               | 80               |                     |                  |                 |                 |  |             |                 |                 |  |
|  | CD Ensino               | 80               |                     |                  |                 |                 |  |             |                 |                 |  |
|  |                         |                  |                     |                  |                 |                 |  |             |                 |                 |  |

### Final
| 20 de diciembre de 1997, 12:00 | Pool Getafe                                                                 | 86–63                    | Sandra Gran Canaria                                                                 |                                                |  |
|                                | Marcador por tiempos: 46–24, 40–39                                          |                          |                                                                                     |                                                |  |
|                                | Estadísticas Nieves Anula 22 Margo Dydek 10 Amaya Valdemoro Nieves Anula 22 | Reporte Pts Reb Asts Val | Estadísticas Rosi Sánchez 18 Oranda Rodríguez 5 Lidia Mirchandani 2 Rosi Sánchez 17 | Pabellón: Lugo Árbitros: Valero, Sánchez Marin |  |

| Ganadoras de la Copa de la Reina 1997-98 |
| ---------------------------------------- |
| Pool Getafe 2º título                    |